# Kottakuppam
Kottakuppam é uma panchayat (vila) no distrito de Viluppuram, no estado indiano de Tamil Nadu.

## Demografia
Segundo o censo de 2001,  Kottakuppam  tinha uma população de 24,076 habitantes. Os indivíduos do sexo masculino constituem 50% da população e os do sexo feminino 50%. Kottakuppam tem uma taxa de literacia de 66%, superior à média nacional de 59.5%: a literacia no sexo masculino é de 73% e no sexo feminino é de 58%. Em Kottakuppam, 13% da população está abaixo dos 6 anos de idade.